# Peñíscola
Peñíscola (valencijsky Peníscola a oficiálně Peníscola/Peñíscola) je město ve Valencijském společenství ve Španělsku, která se nachází na severním pobřeží provincie Castellón, v comarce Bajo Maestrazgo. Žije zde přibližně 8 500 obyvatel. Titul města nese od roku 1707. Od ledna 2013 je Peñíscola součástí sítě Nejkrásnější vesnice Španělska.

## Historie

### Pravěk a starověk
V okolí tombola, na lokalitách Poaig a Els Barrancs, byly nalezeny archeologické nálezy, které potvrzují osídlení oblasti některými obyvateli Pyrenejského poloostrova (Ilercavones), stejně jako jejich vztah k fénickým obchodníkům, kteří sem připluli po moři (6. století př. n. l. – 6. století př. n. l.). V Peñíscole se pravděpodobně usadili Féničané z Týru a krátce po nich Řekové ze Zakynthu. Později sem po moři připluli Kartaginci, Římané, Byzantinci a Arabové.
Nejstarší a nejvěrohodnější písemné doklady o Peñíscole ve starověku však lze nalézt v citacích Hekatéa (6. stol. př. n. l.), Strabóna (1. stol. př. n. l.) a Rufa Festa Aviena (4. stol. př. n. l.), kteří se ve svých popisech pobřeží zmiňují o městě Chersonesos (Χερσόνησος), což je název, který městu dali Řekové a jehož překlad znamená poloostrov.

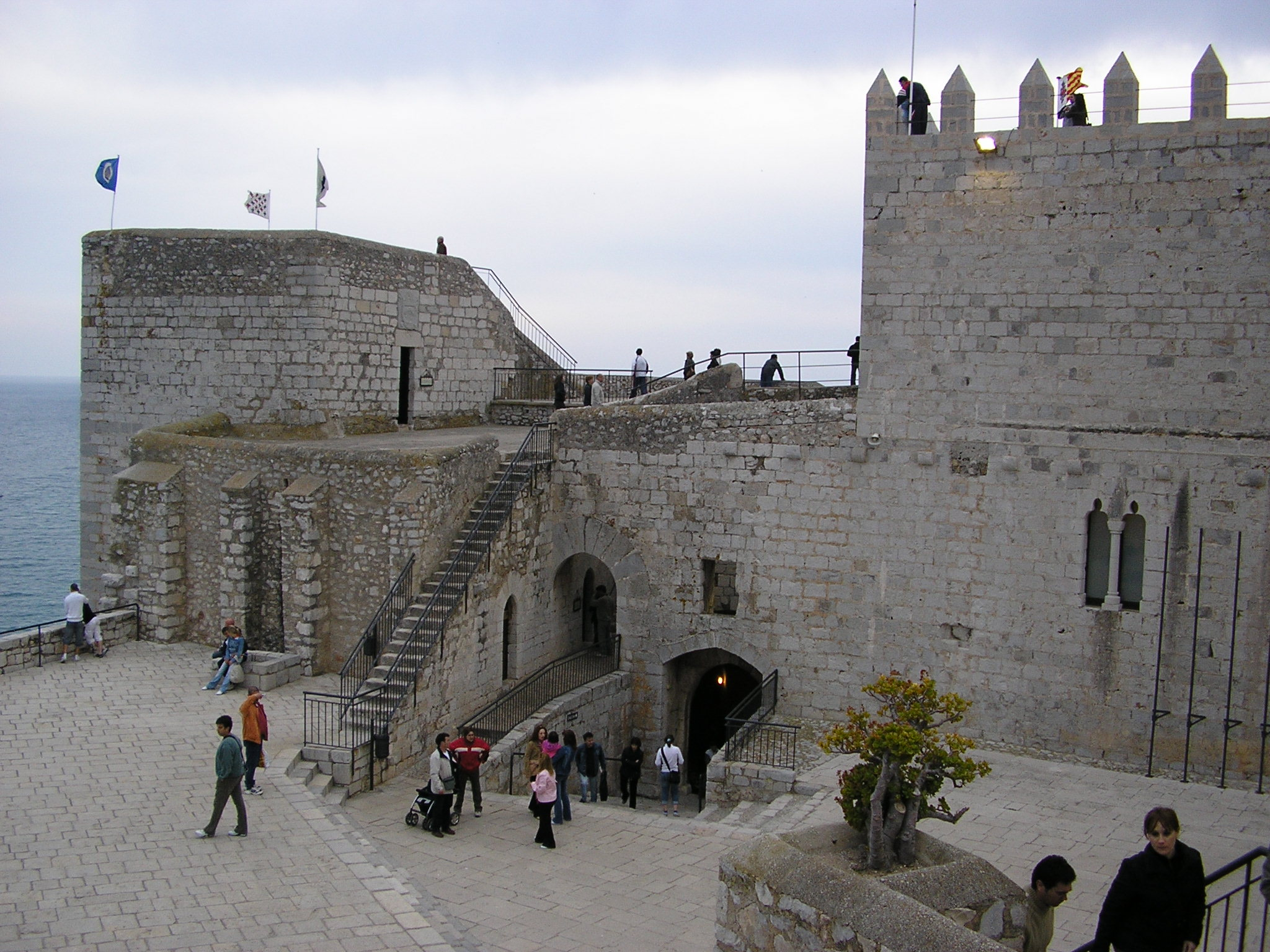
Přehlídkové pole hradu

Peñíscola, řecká a římská kolonie, byla důležitým přístavem, přes který se dovážely průmyslové výrobky (keramika, látky, zbraně atd.), které kolonizátoři vyměnili za vzácné víno a olivový olej Iberů, kteří obývali pobřežní pohoří.
Byli to Římané, kteří překladem řeckého názvu města do latiny (podle prestižních filologů ve vulgární podobě paene + insula, "téměř + ostrov") dali vzniknout současnému místopisnému názvu Peníscola (valencijská podoba názvu). Forma Peñíscola v kastilštině vznikla změnou při překladu z valencijštiny, a to křížením se slovem "peña".

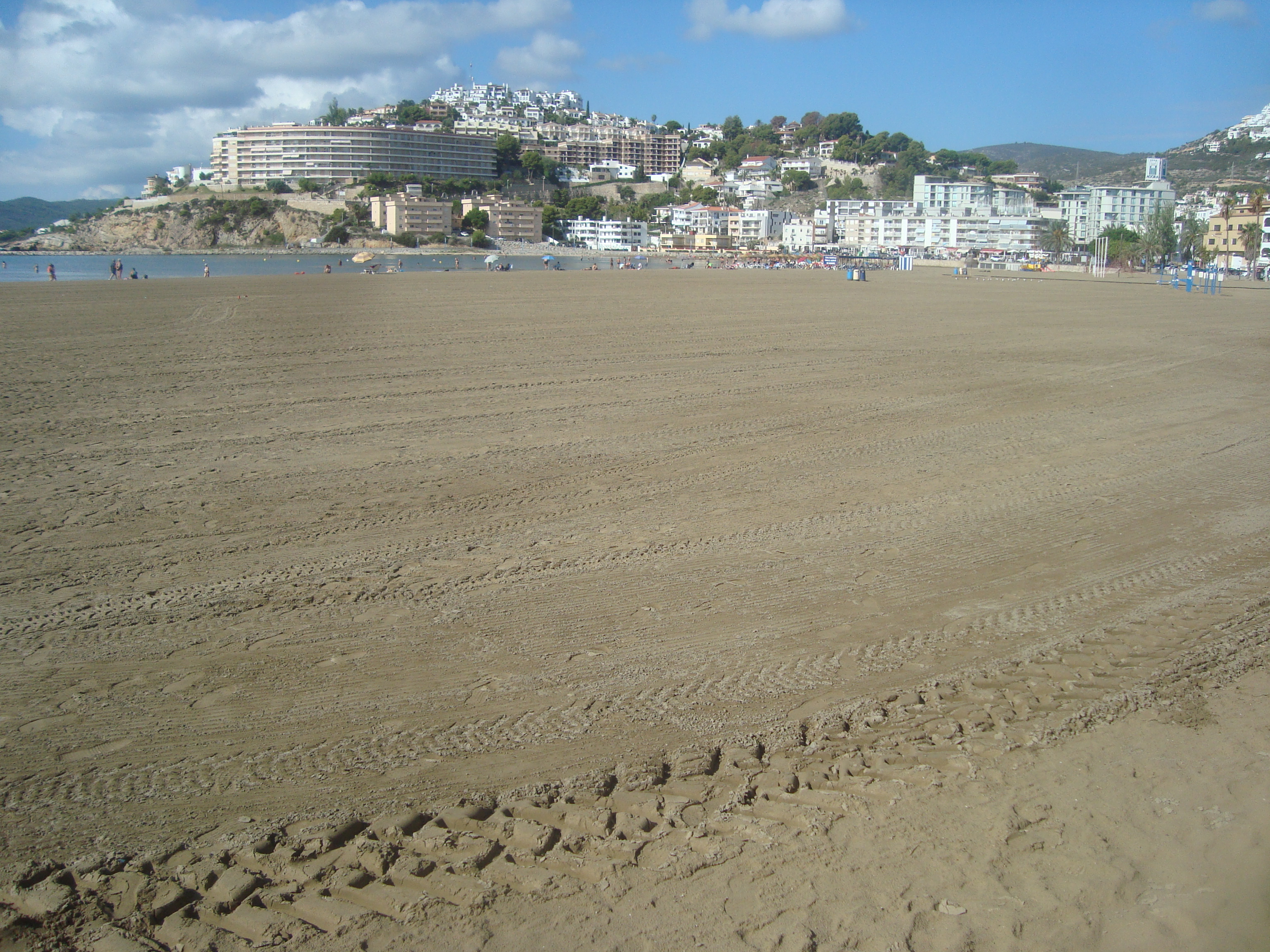
Jižní pláž Peñíscoly

### Středověk
Od roku 718, kdy Tárik dokončil dobývání, až do roku 1233 žilo město Peñíscola pod muslimskou nadvládou. O této době je známo jen málo podrobností. Arabští geografové se zmiňují o městu Peñíscola (kterou nazývali Banáskula nebo Baniskula, aby přizpůsobili toponymum svému jazyku) jako o nedobytném hradu u moře, který je osídlen, má zemědělské usedlosti, úrodu, hojnost vody a významné solné doly. Z pevnosti, která se stala hranicí s křesťanským světem, Maurové pirátsky pronikali na pobřeží a podnikali výpady do Katalánska.
Peñíscola byla rodištěm slavných postav, jako je vlčí král "Mohamed ben San, Aben Mardanis" (1124), kterému se podařilo udržet muslimské království na jihovýchodě Pyrenejského poloostrova proti berberským nájezdníkům, a spisovatel Alí Albatá, který zasáhl do jednání s králem Jakubem I. Aragonským.
Přestože se ho již v roce 1225 pokusil na dva měsíce obléhat, Jakub I. se města Peñíscola zmocnil až v roce 1233 a získal zpět i kontrolu nad mořem. Bylo to mírové dobytí. Po pádu Burriany, po němž zůstaly muslimské pevnosti na severu izolované, se město vzdalo bez boje a na základě určitých dohod, které respektovaly saracénské zákony a zvyky.
Dne 28. ledna 1251 však Jakub I. Aragonský udělil městu na základě valencijské listiny právo na osídlení, na jehož základě zbavil Maury veškerého jejich majetku a předal jej novým křesťanským osadníkům. Toto opatření podpořilo demografickou a hospodářskou konsolidaci města a zahájilo období prosperity.
V letech 1294–1307 byl na zbytcích arabské citadely postaven templářský hrad. Investory byli Berenguer de Cardona, který byl mistrem chrámového řádu v Aragonii a Katalánsku, a Arnaldo de Banyuls, který byl starostou Peñíscoly. Znaky obou měst se dochovaly vytesané do kamene a tvoří heraldické pásy umístěné nad vstupními dveřmi do hradu a také nad dveřmi baziliky.

#### Západní schizma
Mezi 14. a 15. stoletím se do dějin církve zapsalo západní schizma, v němž se současně vystřídali dva papežové. Jedním z nich byl Pedro Martínez de Luna, známější jako papež Luna. V Avignonu nahradil Klementa VII. jako papež Benedikt XIII., zatímco v Římě byl dosazen jiný papež, kterému se podřídili Angličané, Němci a Italové. Papež Luna, který se ho zřekl, odešel do exilu do Peñíscoly, kam přišel 21. července 1411, založil zde papežský stolec a svůj hrad přeměnil na palác a papežskou knihovnu jak pro sebe, tak pro svého nástupce Klementa VIII., rovněž z Aragonie, Gila Sáncheze Muñoze, druhého peñiscolského papeže, který byl po smrti Benedikta XIII. 23. května 1423 zvolen v Peñíscole stoupenci papeže Luny a vládl v letech 1424–1429. Jeho odstoupení z úřadu ukončilo západní schizma.
Po období pontifikátu se Peñíscola vrátila pod královskou jurisdikce a byla jednou ze sídel realenga Valencijského království, stejně jako Morella, Burriana, Játiva, Alcira atd.

### Novověk

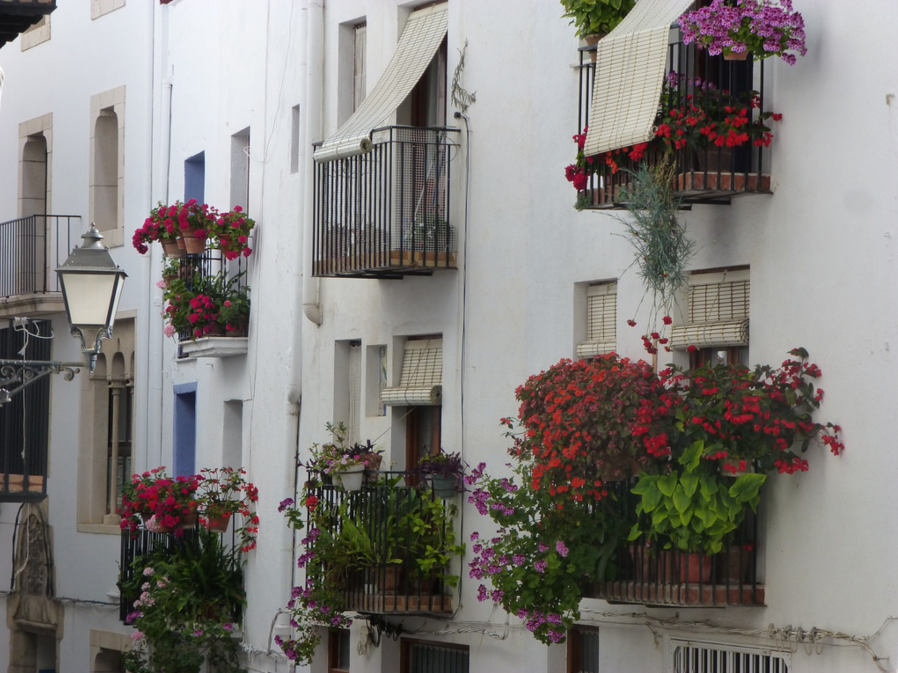
Domy vedle přístavu

V novověku byly postaveny renesanční hradby, které v roce 1578 dokončil vojenský architekt Filipa II., Giovanni Battista Antonelli, a jsou jedním z nejvýznamnějších příkladů opevnění ve Středomoří. Velmi se podobají ibizským hradbám. Důvodem těchto staveb byl velký nátlak pirátů a turecké hrozby v 16. století.
Během Germanías byl hrad Peñíscola útočištěm místokrále Valencie.
Po období místní krize na konci 17. století, po změně královské dynastie na Bourbony, sehrálo město vedoucí roli v jedné z nejdůležitějších kapitol svých dějin. Spolu se svým vojenským guvernérem Sanchem de Echeverría y Orcolaga se přihlásilo k bourbonské straně.
Valencijské království z velké části podporovalo uchazeče o rakouský trůn, stejně jako ostatní království Aragonské koruny, a proto byla Peñíscola dva roky obléhána, především anglickými a nizozemskými oddíly. Jednou z nejvýznamnějších kapitol tohoto obléhání byla takzvaná "bitva v zákopech".
Nakonec, po vítězství ve válce o španělské dědictví, Filip V. prohlásil Peñíscolu za město s titulem "velmi vznešené, věrné a oddané město". Stejně tak si finančně polepšilo a její rada byla povýšena do šlechtického stavu.
Tuto událost připomíná kostel Panny Marie de la Ermitana, který zbudoval vojenský guvernér města Sancho de Echevarría.

### Současnost

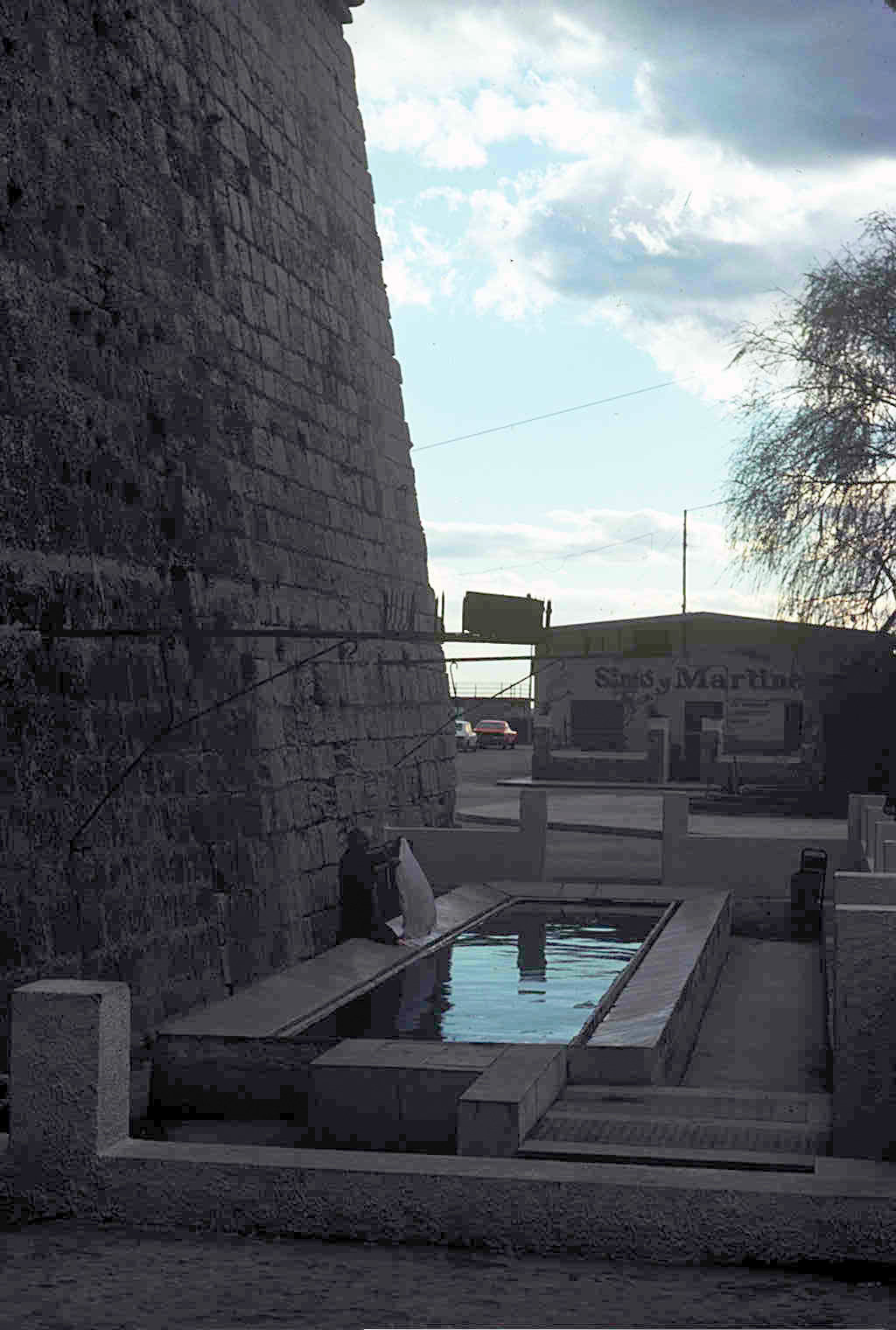
Starověká veřejná prádelna v Peñíscole na úpatí zdí v roce 1978

Během francouzské okupace byla Peñíscola součástí vojenských operací kvůli své strategické a vojenské hodnotě. Dne 2. února 1812 ji dobyl Napoleonův generál Suchet, obyvatelstvo bylo z citadely vyhnáno a uchýlilo se do pohoří Sierra de Irta. Později, 25. května 1814, ji znovu dobyl generál Francisco Javier de Elío po intenzivním bombardování, které celou vesnici zničilo.
V 19. a na počátku 20. století bylo hlavní hospodářskou činností města zemědělství a rybolov. Vynikala zde produkce vína, které bylo velmi ceněné a vyváželo se přes nedaleký přístav Benicarló. Po epidemii révokazu se místní díky suchému podnebí zaměřily na rohovník, olivovníky a mandloně.
V roce 1922 byla dokončena výstavba rybářského přístavu, který byl velmi žádán vzhledem k počtu úmrtí, k nimž pravidelně docházelo mezi rybáři v důsledku bouří.
Po občanské válce, která Peñíscolu poničila, se stala populární nová hospodářská činnost, která se nesměle rozběhla na začátku století, a to cestovní ruch. Zlomovým okamžikem bylo natáčení dvou filmů, Calabuch (1956, Luis García Berlanga) a velkofilmu El Cid (1962, Anthony Mann), které město proslavily.

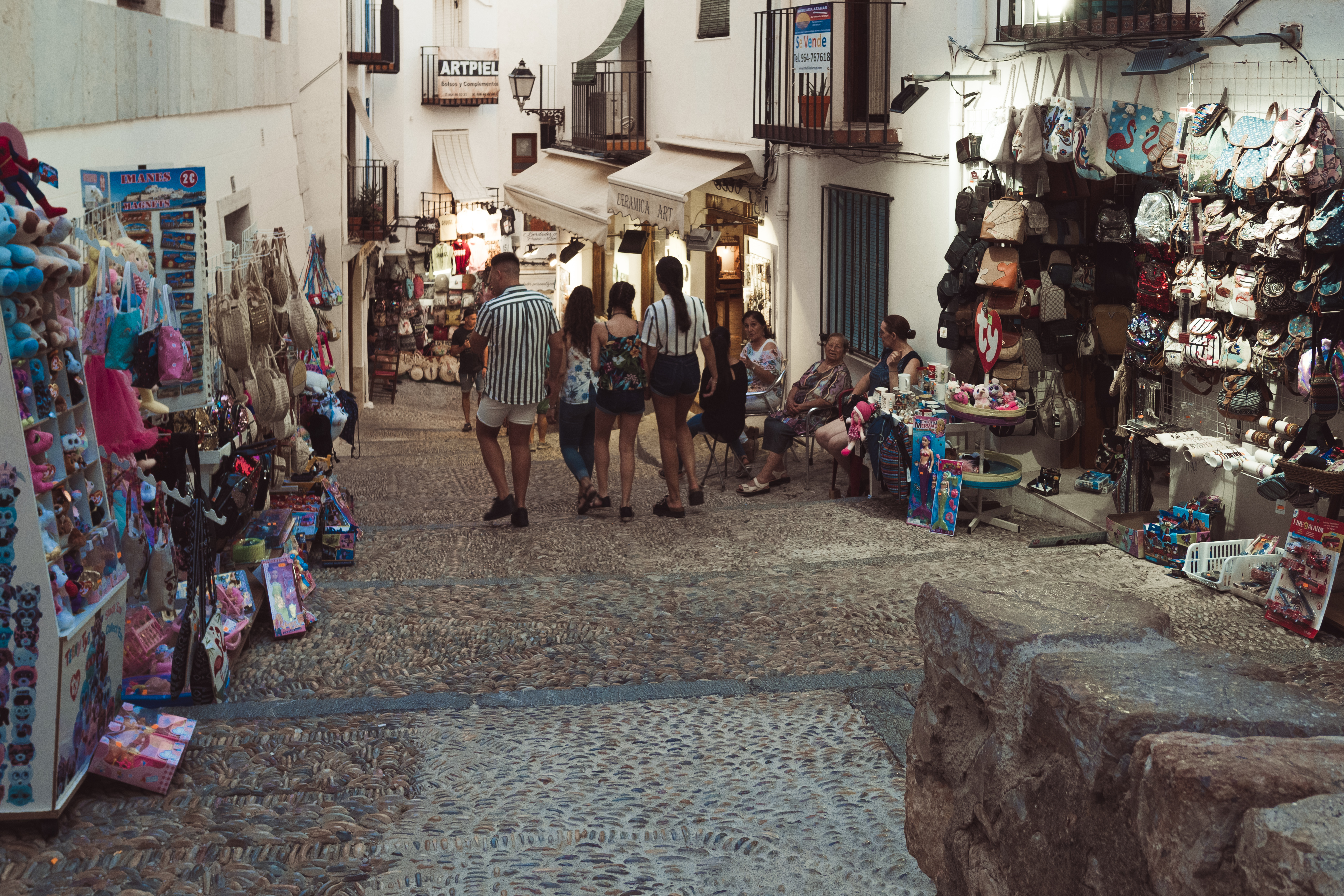
Ulice s obchody se suvenýry

Turistický sektor je v současné době hlavním ekonomickým motorem města a představuje trvalou proměnu města. Tato ekonomická aktivita je však také v rozporu s životním prostředím, přestože radnice vytváří nové zelené plochy pro potěšení rodin, turistů atd.

## Geografie
Město leží na tombolu, skalnatém poloostrově, který byl původně spojen s pevninou pouze písčitým šípem, což usnadňovalo jeho obranu, i když byl občas zaplavován a schován pod mořskou vodou.Později tato zajímavost kvůli výstavbě přístavu a budov na ostrůvku zmizela. Na skále se tyčí staré město, z něhož vyčnívá hrad papeže z Luny, který rozděluje pobřeží Peñíscoly na dvě zcela odlišné poloviny.
Na severu i jihu hradního poloostrova se rozkládají široké pláže. Obec Peñíscola zahrnuje jedno z nejzachovalejších pobřežních pohoří valencijského pobřeží, pohoří Sierra de Irta, které končí u moře nízkým skalnatým pobřežím a na některých místech vysokými útesy, jako je Badum. Pohoří zabírá jižní dvě třetiny území o rozloze 81 km². Severní část tvoří malá náplavová rovina, kterou sdílí s obcí Benicarló a která sahá od moře až k vrcholkům Puig.

## Klima
Podnebí v Peñíscole je teplé a mírné. Během roku spadne v Peñíscola v průměru 499 mm srážek. Podle Köppena a Geigera je klima klasifikováno jako typické středomořské klima. Průměrná roční teplota v Peñíscole dosahuje 17,2 °C.
Nejsušším měsícem je červenec, zatímco nejvyšší srážky se vyskytují v říjnu. Nejteplejším měsícem roku, s průměrem 25,0 °C, je srpen. Nejchladnějším měsícem roku s průměrem 10,0 °C je leden. Rozdíl srážek mezi nejsušším měsícem a nejvíce na srážky bohatým měsícem je 66 mm. Průměrné teploty se během roku mění o přibližně 15,0 °C.

## Demografie
K 1. lednu 2010 měla obec 8051 obyvatel, 4138 mužů a 3913 žen.
Podle sčítání lidu z roku 2014, 31,63 % populace Peñíscoly je cizí národnosti, zejména ze západní Evropy, Maroka a Rumunska.

## Zajímavosti

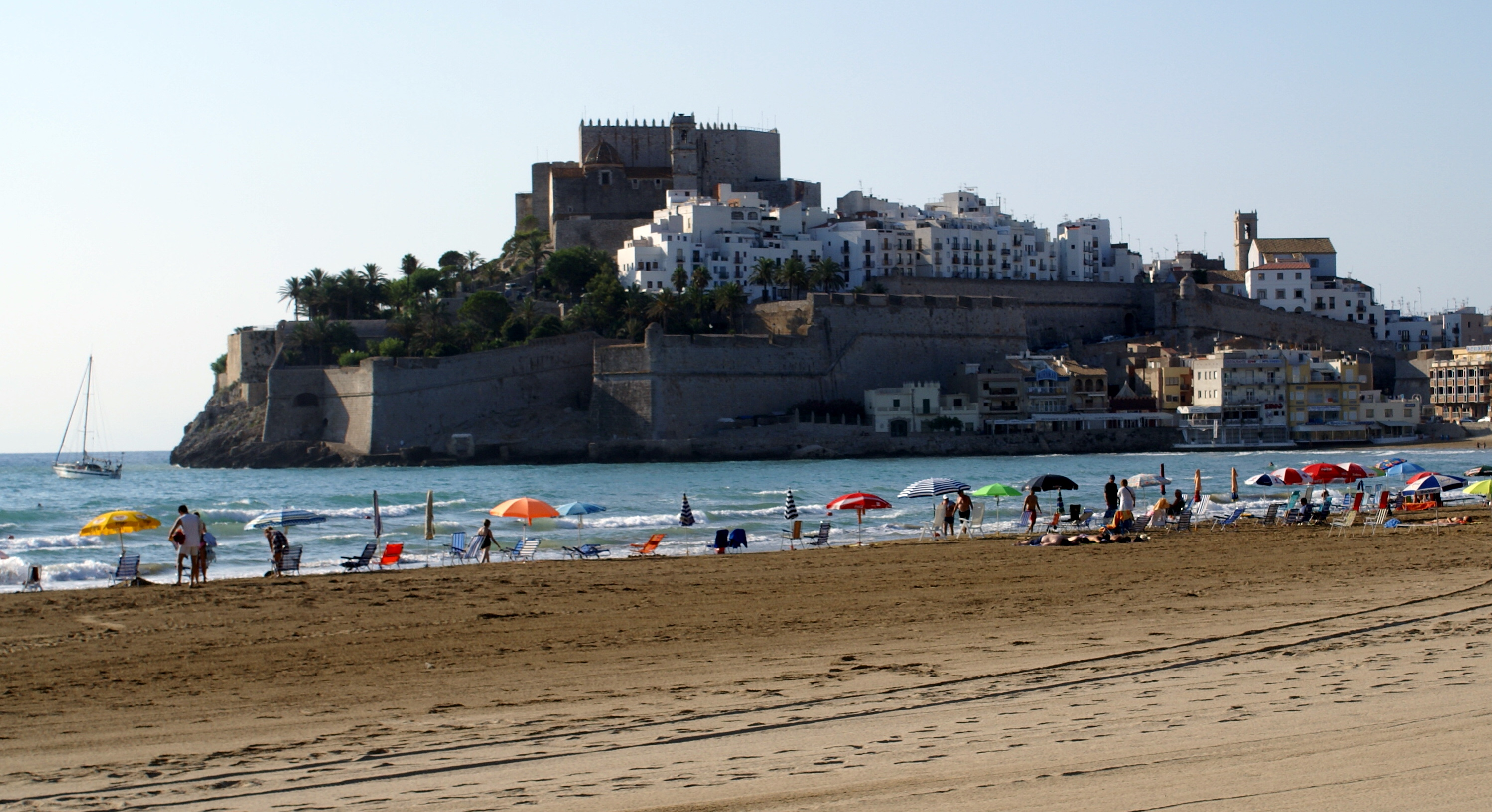
Pohled na historické centrum Peñíscoly s hradem v pozadí

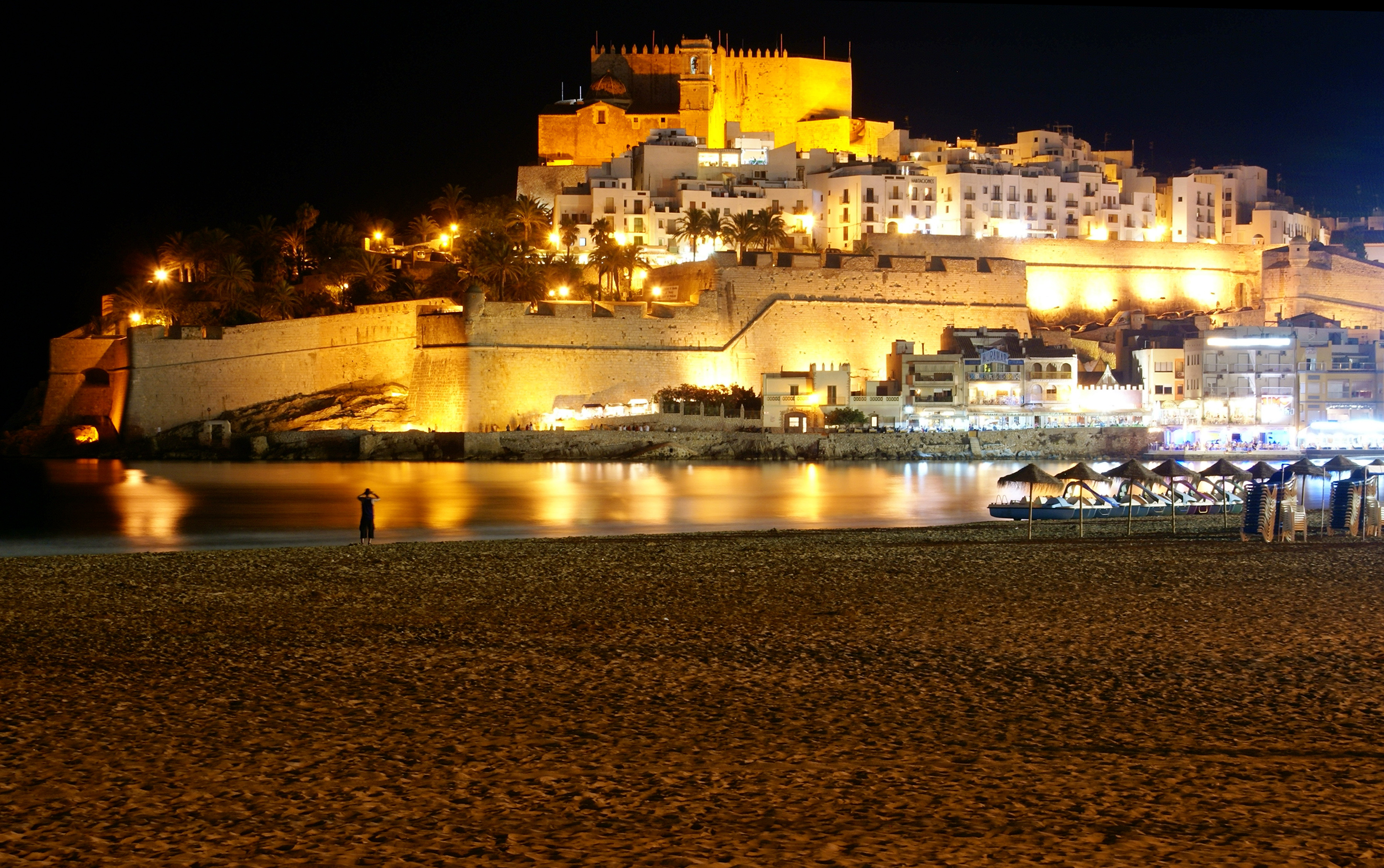
Noční pohled na historické centrum

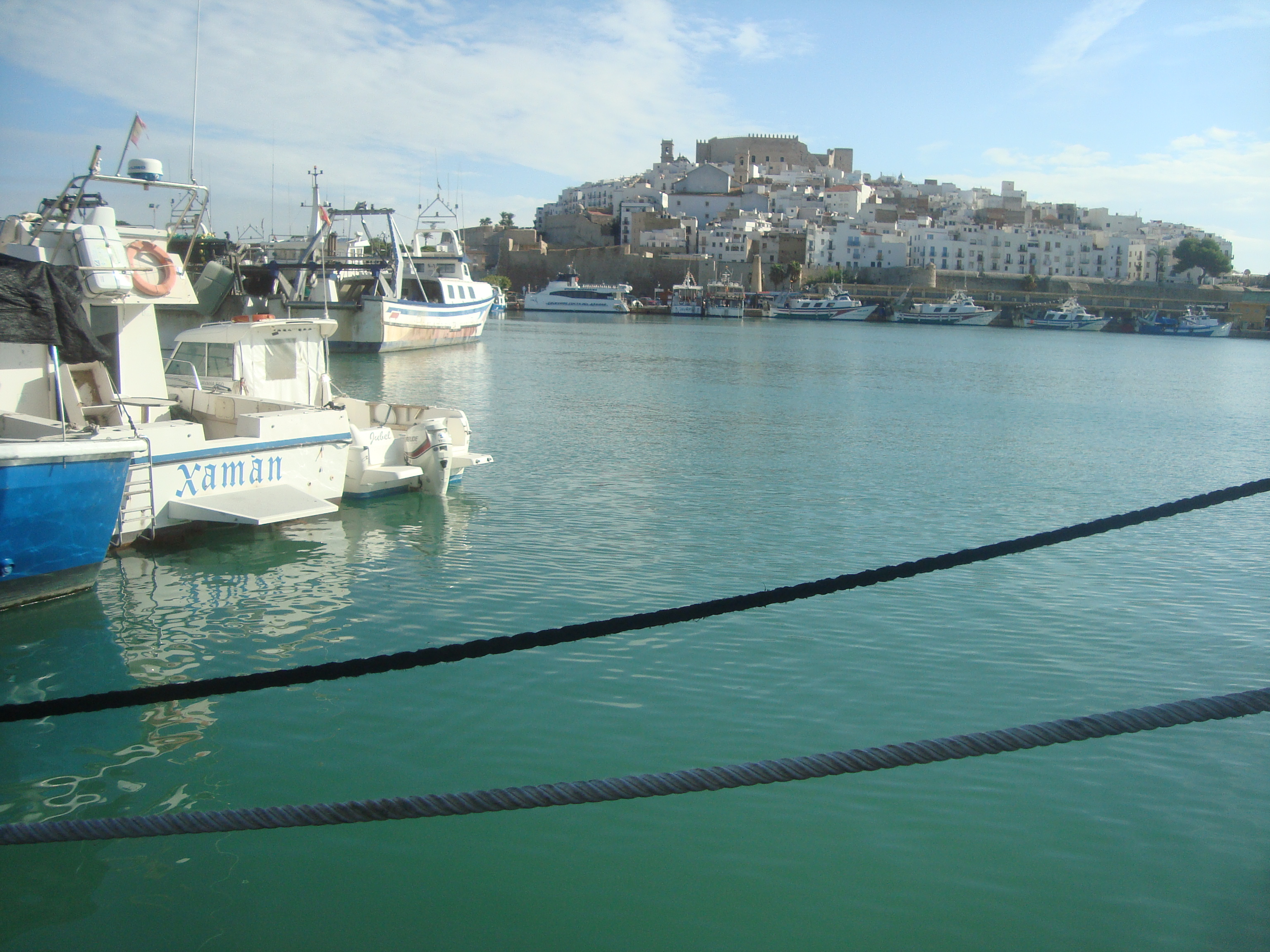
Rybářský přístav v Peñíscole

Kromě templářského hradu byly v letech 1576 až 1578 postaveny městské hradby, které Filip II. zadal navrhnout italskému vojenskému architektovi Giovannimu Battistovi Antonellimu. Brána Fosc (El Portal Fosc), známá také jako Brána Filipa II., je jedním ze tří vstupů do historického centra Peñíscoly; byla postavena v roce 1578 a je připisována architektu Juanu de Herrera.
Portál sv. Petra (El Portal de San Pedro) neboli papeže Luny má ve své centrální části kamenný erb Petra z Luny. Sloužil jako přístup do pevnosti od moře, kdy voda dosahovala k úpatí hradeb a lodě připlovaly u paty této brány. Papež Luna ji nechal postavit v roce 1414.
Další zajímavá místa jsou:
- Mokřad Peñíscola (Marjal de Peñíscola): Je jedním z posledních mokřadů u Středozemního moře, ekosystém je posledním útočištěm samaruky.
- Farní kostel Santa María, dříve nazýván jako kostel Virgen del Socorro, s gotickými klenbami z 15. století a architektonickými prvky (sochařsky zdobenými římsami) a dveřmi románského slohu. Biskupem zde byl jmenován Alonso de Borja, člen rodu Borjů či Borgiů, který byl později zvolen papežem pod jménem Kalixt III.
- Poustevna Virgen de la Ermitana vedle hradu, kde se nachází obraz patronky města. Byla postavena na počátku 18. století na náklady guvernéra města Sancha de Echevarría. Má typickou valencijskou barokní fasádu.
- Poustevna v San Antoniu.
- Dělostřelecký park, oblast kasemat a pracháren obklopená zahradami.
- Muzeum moře (Museo del Mar) s expozicemi o rybolovu a plavbě ve městě od starověku.
- Bufador, což je velká průrva mezi skalami, kterou za bouřlivých dnů "dýchá" moře.
- Přírodní park Sierra de Irta, přírodní rezervace fauny a flóry. Nachází se zde mimo jiné poustevna San Antonio, věž Badum (Torre Badum) nebo Mas del Senyor. Jedná se o posledních 14 km nedotčeného pobřeží Středozemního moře od Francie po Cabo de Gata (Almeria).
- Ptačí rezervace (La reserva de aves), přírodní rezervace, která se nachází na úpatí hradu papeže Luny.

## Kultura

### Film a televize
Peñíscola se stala dějištěm natáčení různých filmů, např.:
- Calabuch (1954) – Luis García Berlanga[7]
- El Cid (1961) – Anthony Mann, v hlavních rolích Charlton Heston, Sophia Loren a Raf Vallone.[8]
- Paris-Tombouctou (1999), poslední film Luise Garcíi Berlangy.
- V Peñíscole byly natočeny exteriéry seriálu El Chiringuito de Pepe společnosti Telecinco.[9]
- Pro seriál Hra o trůny se natáčely scény na hradě papeže Luny.[10][11]
- Pro seriál Ministerstvo času byly v Peñíscole v lednu 2017 natočeny exteriéry pro 23. epizodu Tiempo de Espías.[12] V dubnu téhož roku se na hradě natáčel další díl, jehož hlavním hrdinou byl papež Luna.[13]

### Kulturní akce
- V červnu se slaví "Papežské město Peñíscola", během kterého se připomíná příjezd papeže Luny Benedikta XIII. do města po moři.
- V červenci a srpnu se na hradě Peñíscola koná festival klasického divadla.
- V srpnu se koná Mezinárodní festival antické a barokní hudby.
- V září se v gotickém sále hradu a v městském auditoriu a konferenčním centru koná cyklus koncertů vážné hudby.
- Na konci roku pronbíhá středověký trh uvnitř opevněného areálu a v zahradách hradu členové farnosti hrají živý betlém.
- Od roku 2003 se po celý červenec koná Mezinárodní jazzový festival, kterého se zúčastnily takové významné osobnosti jako Bebo Valdés, Diana Krall, George Benson, Al Jarreau, Wynton Marsalis, Pat Metheny, Kenny Barron, Kevin Mahogany, Madeleine Peyroux, Iván Lins, Cassandra Wilsonová, Eliane Elias, Carmen Lundy, Chucho Valdés, Bill Evans, Benny Golson a mnoho dalších mezinárodních jazzových osobností.

### Kulturní spolky
Mezi kulturní spolky města Peñíscola patří hudební skupina "Nuestra Señora de la Ermitana", Kulturní spolek Maurů a křesťanů, Taneční spolek, časopis "Peñíscola, město u moře" a sdružení "Camí Vell", které vydává časopis L'Argilaga.

## Místní slavnosti
- Svátek Antonína Velikého. Svátek patrona, slaví se 17. ledna.
- Karnevaly, které se slaví po tři dny na konci února.
- Sv. Isidor, slavnost se koná v květnu.
- Sv. Petr, slavnosti se slaví na konci června. Konají se tance pod širým nebem.
- Slavnosti patronky města, slaví se od noci 7. září na počest patronky města, Panny Marie Ermitanské. Byly prohlášeny za Národní turistický zájem. Hlavními dny oslav jsou 8. a 9. září, kdy se konají hlavní části těchto slavností "Les Danses" neboli tance, které zahrnují hudbu, tanec a obřady. Poslední víkend se konají průvody Maurů a křesťanů.
- Pouť do poustevny San Antonio. Pouť se koná v neděli po Velikonocích.

## Gastronomie

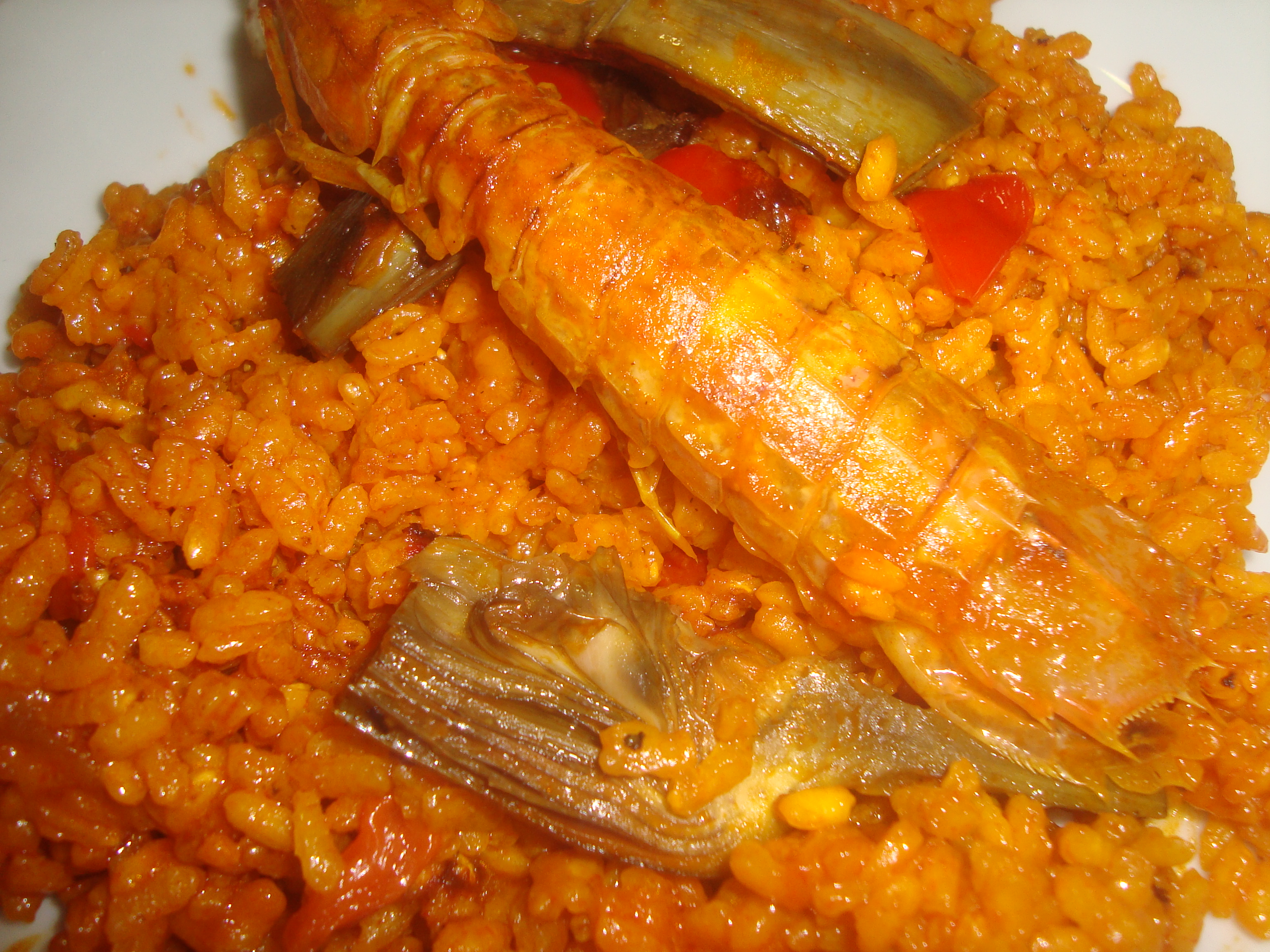
Rýže s artyčoky

Námořnická a rybářská tradice města je spolu se zeleninou základem místní gastronomie. V Peñíscolské kuchyni jsou nejvýznamnějšími pokrmy all i pebre nebo polpet, suquet de peix nebo remescló, paelleta, stejně jako mořské plody, mořské datle, šneci (caragol punxent), mušle, raci atd. Různé pokrmy z rýže spolu s mořskými plody, arrosejat nebo arroz a banda, paella a fideuà, jsou také základní součástí stravy v těchto místech. Jako typický pokrm se uvádí také místní guláš olleta.

## Politika

### Výsledky voleb
| Období    | Jméno                                                             | Strana            |
| 1979–1983 | Ramón Rovira Pauner                                               | Nezávislí         |
| 1983–1987 | Rafael Serrat Biosca                                              | PSPV-PSOE         |
| 1987–1991 | Rafael Serrat Biosca                                              | PSPV-PSOE         |
| 1991–1995 | Ricardo Albiol Martín                                             | PPCV              |
| 1995–1999 | Constantino Simó Martínez Carlos Caspe Gracía Ramón Rovira Pauner | PPCV UV Nezávislí |
| 1999–2003 | Rafael Serrat Biosca / Andrés Martínez Castellà                   | IDP PPCV          |
| 2003–2007 | Andrés Martínez Castellà                                          | PPCV              |
| 2007–2011 | Andrés Martínez Castellà                                          | PPCV              |
| 2011–2015 | Andrés Martínez Castellà                                          | PPCV              |
| 2015–2019 | Andrés Martínez Castellà                                          | PPCV              |
| 2019–     | Andrés Martínez Castellà                                          | PPCV              |

## Místní politická situace
Městská rada Peñíscola se skládá ze třinácti radních včetně starosty, kteří zastupují čtyři politické strany, kterými jsou v současnosti Lidová strana, Španělská socialistická dělnická strana, Compromís a Ciudadanos. Všichni tvoří městské zastupitelstvo.

## Osobnosti
- José Escudé Claramunt
- Pedro de Grimarest
- Ramón Guzmán
- Muhámmad ibn Mardanís
- José Antonio Boix González
- Juan José Sardén